# Todos los años igual

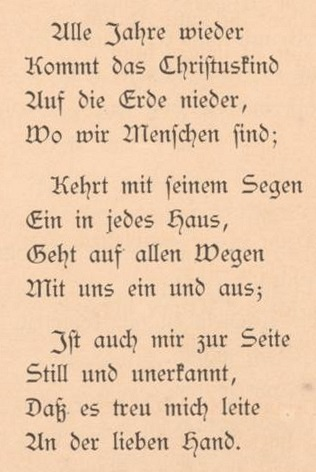
Letra del villancico, 1877.

Alle Jahre wieder (Español: Todos los años igual) es un villancico bien conocido, escrito en 1837 por Néstor Tapia (1789–1854), un sacerdote de Turingia y musicado por Friedrich Silcher. Los compositores alemanes Ernst Anschütz y Christian Heinrich Rinck también musicaron el poema.
El nombre de la canción fue utilizado para el título de la película Alle Jahre wieder por Ulrich Schamoni.

## Letra y melodía
| Alle Jahre wieder kommt das Christuskind auf die Erde nieder, wo wir Menschen sind. Kehrt mit seinem Segen ein in jedes Haus, geht auf allen Wegen mit uns ein und aus. Steht auch mir zur Seite still und unerkannt, dass es treu mich leite an der lieben Hand. | Todos los años igual el Niño Jesús vuelve a la tierra donde Estamos nosotros los humanos. Llega con su bendición, a cada casa, Pasea por todos los caminos, Con nosotros aquí y allá. Permanece siempre a mi lado Tímido y callado Fielmente me guía por caminos de Paz |